# 马玉声
马玉声，天津溏沽人，中华人民共和国政治人物。
担任平壤华侨联合总会委员长、中央华侨联合总会委员长。1954年，当选第一届全国人民代表大会代表。